# 三菱Delica Mini
三菱Delica Mini（日语：三菱・デリカミニ）為日本三菱汽車自2023年起開發生產的輕型高頂旅行車。

## 概要
繼三菱Delica D:5結合SUV與MPV的特性之後，原廠以「Reliable & Active Super Height Wagon」為概念開發出此車款。由於其市場定位與三菱eK X Space高度重疊，造成後者以短短不到3年的產品生命周期黯然下市，創下該公司史上最短命的車款。關於車名取自英文的「delivery car」，「Mini」意謂「迷你」，也就是「迷你版Delica」之意。

## 歷史
2023年 - 1月13日原廠在東京改裝車展公開亮相、4月6日正式發表、5月25日開始交車。車頭設計延續「Dynamic Shield」家族特徵，搭配下半圓形LED日行燈的車頭燈組與黑色水箱罩。車尾則延續eK X Space的設計，僅針對保險桿部分做一些修改而已，車尾中央則有「DELICA」字樣，三菱標誌位於尾門左下角。全車系共有12種顏色塗裝可供選擇，包括6種雙色和6種單色。內裝與eK X Space相同，中控台除了彩色觸控螢幕外，排擋座也設計了一個顯示面板。後排座椅之前後滑動距離為320mm，且可折疊某一側之椅背，故可實現多種座位空間變化。
動力心臟具備自然進氣版的659c.c.直列三缸DOHC BR06型及659c.c.直列三缸DOHC BR06型渦輪增壓（附中冷器）等，二種引擎皆匹配SM21型交流同步電動機，以提升油耗及加速表現。此外，4WD車型採用165/60R15的大直徑輪胎和重新調校的避震器。至於主被動安全系統，全車系標配支援FCM主動式智慧煞車輔助功能的e-Assist主動安全科技，「Premium」2WD及4WD車型則加碼享有全速域ACC主動巡航、LKA車道維持輔助的MI-PILOT駕駛輔助系統。

### 獲獎紀錄
2023年該車款曾獲得優良設計獎，同年12月7日獲得日本年度風雲車年度設計獎。

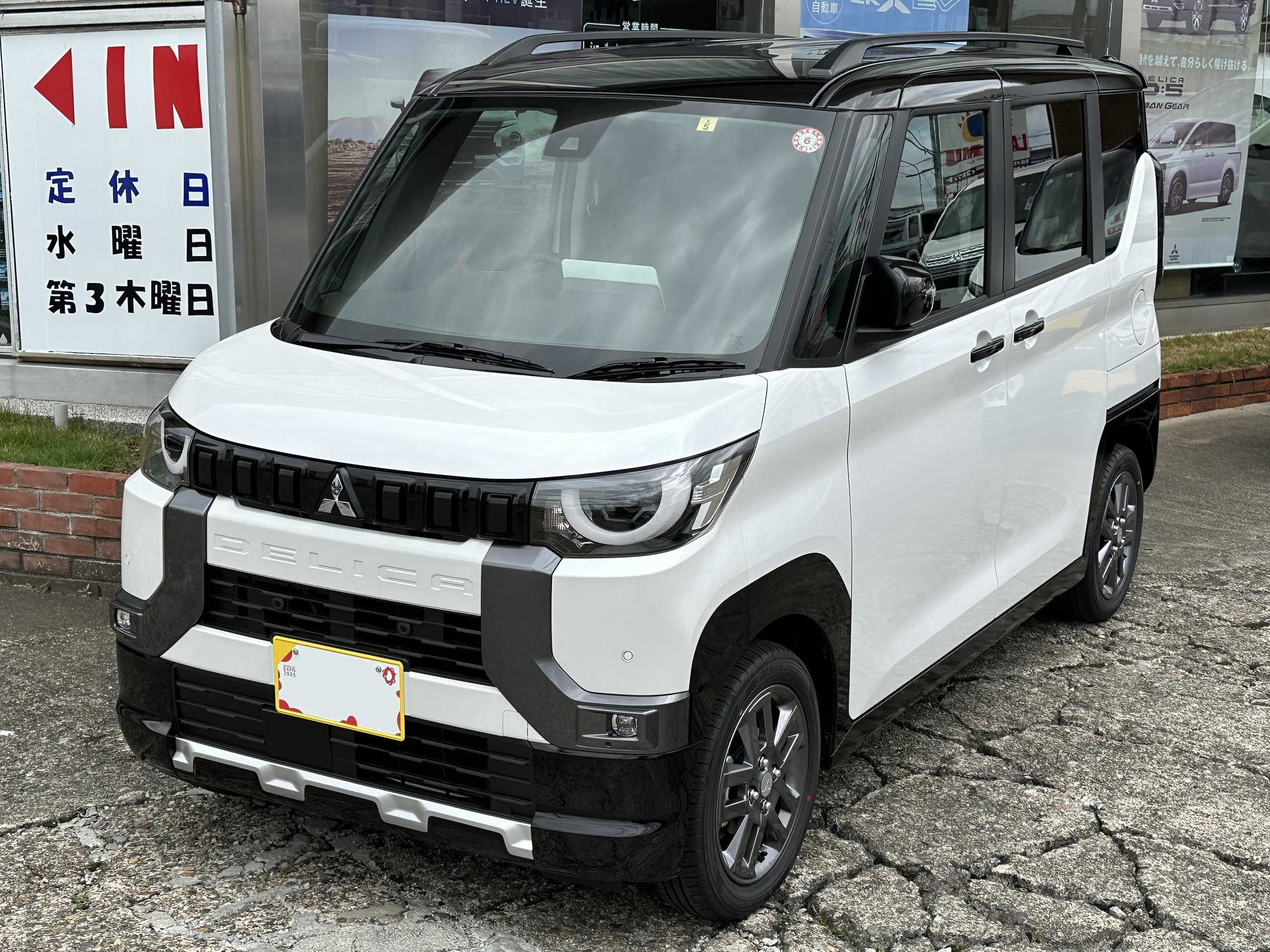
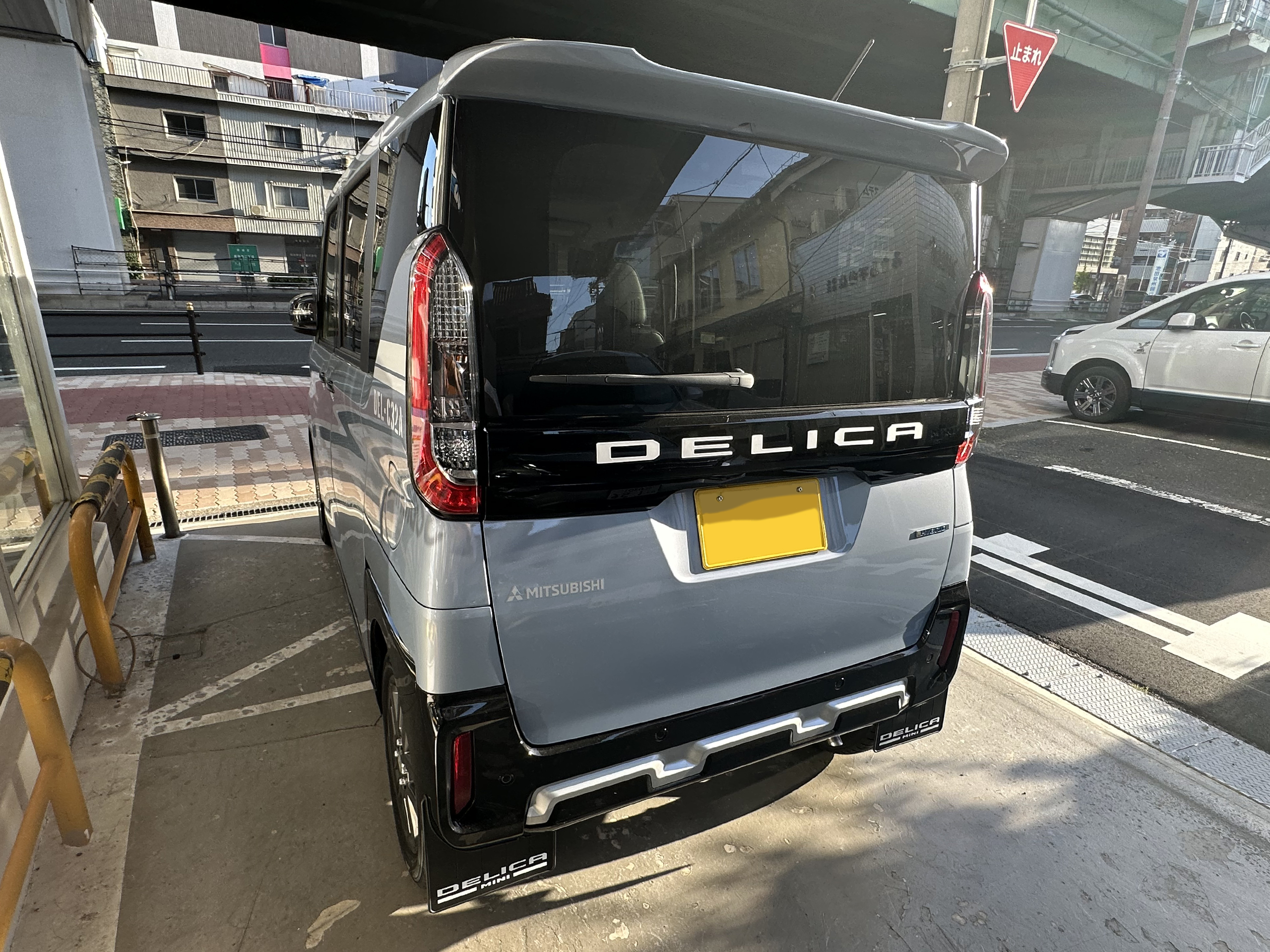
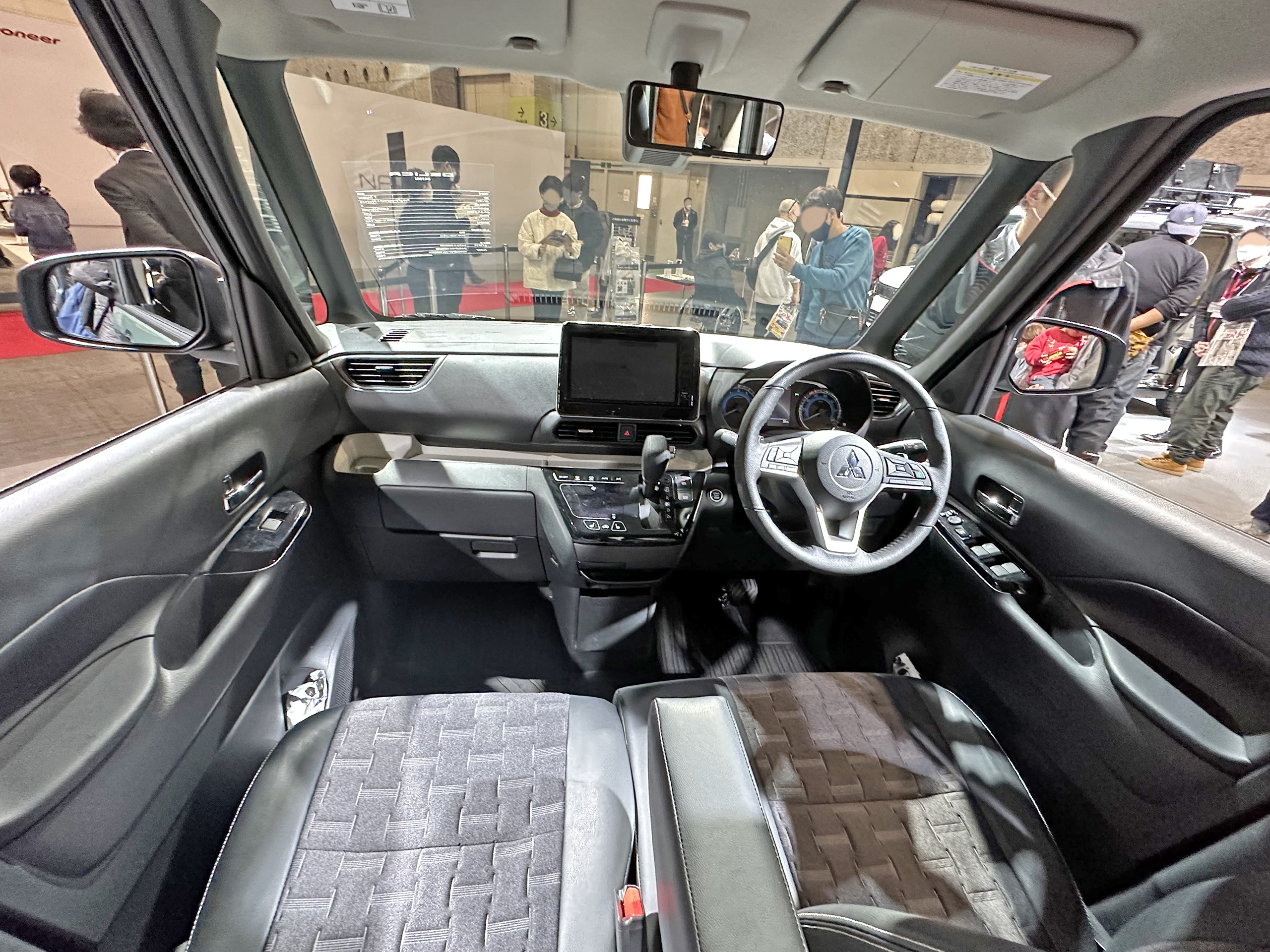

## 外部連結
- （日語）日本官方網站 （页面存档备份，存于）
- （日語）日本官方特設網站 （页面存档备份，存于）